# Sand Corona
La Sand Corona è una struttura geologica della superficie di Venere.